# Olaf Hiort
Sven Olaf Hiort (* 7. März 1961 in Otterndorf) ist ein deutscher Mediziner und Hochschullehrer.

## Beruflicher Werdegang
Olaf Hiort ist in Cuxhaven aufgewachsen und legte sein Abitur im Jahr 1981 am Amandus-Abendroth-Gymnasium ab. Anschließend studierte er an der Universität Hamburg zunächst Volkswirtschaftslehre bis zum Vordiplom, bevor er zum Studium der Humanmedizin wechselte. Als Stipendiat des DAAD studierte er von 1987 bis 1989 an der Tufts University School of Medicine in Boston. Er promovierte 1990 zum Dr. med. Seit 1989 arbeitet er an der Klinik für Kinder- und Jugendmedizin in Lübeck. Hier wurde im Jahr 1998 zunächst Facharzt für Kinder- und Jugendmedizin und erweiterte dies nachfolgend mit den Schwerpunkten Neonatologie und den Zusatzweiterbildungen Kinderendokrinologie und -diabetologie und Labormedizin. Seit 2001 ist er Professor für Kinder- und Jugendmedizin an der Universität zu Lübeck.

## Wissenschaftliche Schwerpunkte
Hiort hat Forschungsschwerpunkte im Bereich des Calcium-Phosphat- und Knochenstoffwechsels und insbesondere in den Grundlagen der Geschlechtsentwicklung. Hier leitete er zunächst die DFG Klinische Forschungsgruppe KFO 111 von 2001 bis 2004, war von 2003 bis 2008 federführend involviert in das BMBF-Netzwerk „Disorders of Sex Development“ und leitete anschließend das Europäische Konsortium „EuroDSD“ von 2008 bis 2011. Es folgte die Leitung der europäischen COST Action „DSDnet: Systematische Untersuchungen bei Besonderheiten der Geschlechtsentwicklung (DSD)“ bis 2016, die dann in die Bildung der Europäischen Referenznetzwerke für Seltene Erkrankungen (ERN) aufging. Hier ist er seit 2017 pädiatrischer Leiter des ERNs für Seltene Endokrinopathien. Seit 2024 ist Hiort Sprecher des durch die Deutsche Forschungsgemeinschaft geförderten Sonderforschungsbereichs 1665 „Determinants, meanings and implications of sex diversity in sociocultural, medical and biological  landscapes“.

## Publikationen
1. Hiort O, Cools M, Springer A, McElreavey K, Greenfield A, Wudy SA, Kulle A, Ahmed SF, Dessens A, Balsamo A, Maghnie M, Bonomi M, Dattani M, Persani L, Audi L; COST Actions DSDnet and GnRH Network as well as the European Reference Network for Rare Endocrine Conditions (Endo–ERN). Addressing gaps in care of people with conditions affecting sex development and maturation. Nat Rev Endocrinol. 2019 Oct;15(10):615-622. doi:10.1038/s41574-019-0238-y. Epub 2019 Aug 12.PMID 31406344
2. Hiort O, Jürgensen M, Rehmann-Sutter C. Intersex, DSD, and the Child's Well-Being: Changing Perceptions. Horm Res Paediatr. 2022;95(1):21-24. doi:10.1159/000523876. Epub 2022 Mar 1.PMID 35231907
3. Jürgensen M, Rapp M, Döhnert U, Frielitz FS, Ahmed F, Cools M, Thyen U, Hiort O. Assessing the health-related management of people with differences of sex development. Endocrine. 2021 Mar;71(3):675-680. doi:10.1007/s12020-021-02627-y. Epub 2021 Jan 30.PMID 33515437